# Jurica Jerković
Jurica Jerković (Split, 1950. február 25. – 2019. június 3.) jugoszláv válogatott horvát labdarúgó.

## Pályafutása

### A válogatottban
1970 és 1981 között 43 alkalommal szerepelt a jugoszláv válogatottban és 6 gólt szerzett. Részt vett az 1974-es és az 1982-es világbajnokságon, illetve az 1976-os Európa-bajnokságon.

## Sikerei, díjai
Hajduk Split
- Jugoszláv bajnok (3): 1970–71, 1973–74, 1974–75
- Jugoszláv kupa (5): 1971–72, 1972–73, 1973–74, 1975–76, 1976–77

FC Zürich
- Svájci bajnok (1): 1980–81
- Svájci kupadöntős (1): 1980–81